# 秋山仁美
秋山 仁美（あきやま ひとみ、1960年11月20日 - ）は、日本の検察官、公証人。慶應義塾大学大学院法務研究科教授や、最高検察庁検事、法務省東京法務局長、福井地方検察庁検事正等を歴任した。

## 人物・経歴
1983年慶應義塾大学法学部卒業。1989年検察官任官。東京地方検察庁検事、静岡地方検察庁検事、千葉地方検察庁検事、法務省東京法務局訴訟部付検事、横浜地方検察庁検事、慶應義塾大学大学院法務研究科教授、仙台地方検察庁総務部長等を経て、2011年東京高等検察庁検事。2014年法務省法務総合研究所研修第一部長。2015年東京地方検察庁立川支部長。2016年最高検察庁検事。2017年法務省東京法務局長。2018年福井地方検察庁検事正。2020年最高検察庁検事。同年退官。2020年博物館前本町公証役場公証人。2023年法務省検察官・公証人特別任用等審査会委員、法務省検察官・公証人特別任用等審査会公証人分科会委員。